# Haviland Morris
Haviland Morris (Nueva Jersey, 14 de septiembre de 1959) es una actriz estadounidense de cine y televisión que actualmente trabaja en bienes raíces.

## Primeros años
Morris nació en Nueva Jersey, y pasó gran parte de su infancia en Hong Kong. Su padre trabajaba en la industria electrónica. Morris se graduó de State University of New York at Purchase, donde fue compañera de clase del actor Stanley Tucci.

## Carrera
Morris es más famosa por su papel de Caroline Mulford en Sixteen Candles (1984), también la podemos ver interpretando a Marla Bloodstone en Gremlins 2: la nueva generación (1990) y estuvo con Madonna en ¿Quién es esa chica? (1987). También la podemos ver en series de televisión como: Law & Order: Special Victims Unit, Law & Order: Criminal Intent, Sex and the City y One Tree Hill.

## Vida personal
Está casada y tiene una hija. Actualmente trabaja como una vendedora de bienes raíces.

## Filmografía

### Cine
| Películas | Películas                                    | Películas              | Películas         |
| Año       | Título                                       | Rol                    | Notas             |
| --------- | -------------------------------------------- | ---------------------- | ----------------- |
| 1984      | Rebeldes temerarios                          | Mary Pat Sykes         |                   |
| 1984      | Sixteen Candles                              | Caroline Mulford       |                   |
| 1985      | Royal Match                                  | Susan                  | Cine y Televisión |
| 1986      | George Washington II: La forja de una nación | Henrietta Liston       | Cine y Televisión |
| 1987      | ¿Quién es esa chica?                         | Wendy Worthington      |                   |
| 1990      | Love or Money                                | Jennifer Reed          |                   |
| 1990      | A Shock to the System                        | Tara Liston            |                   |
| 1990      | Gremlins 2: la nueva generación              | Marla Bloodstone       |                   |
| 1993      | La última cena                               | Shell                  | Cortometraje      |
| 1996      | Querido diario                               | Christie               | Cortometraje      |
| 1997      | El quinto elemento                           | Madre de Korben Dallas | Voz               |
| 1997      | Home Alone 3                                 | Karen Pruitt           |                   |
| 2003      | Rick                                         | Jane                   |                   |
| 2005      | The Baxter                                   | Kate Lewis             |                   |
| 2007      | Joshua                                       | Monique Abernathy      |                   |
| 2007      | Dulce perversión                             | Julia Wells            |                   |
| 2009      | Adam                                         | Lira                   |                   |
| 2010      | Fish Fighting                                | Lucy                   |                   |
| 2011      | Burning Blue                                 | Gracia Lynch           |                   |
| 2011      | Oka!                                         | Lydia Blake            |                   |
| 2012      | Jack and Diane                               | Madre de Jack          |                   |
| 2012      | Nous York                                    | Sra. Johns             |                   |
| 2012      | Nor'easter                                   | Ellen Greene           |                   |

### Televisión
| Series    | Series                            | Series                               | Series |
| Año       | Título                            | Rol                                  | Notas |
| --------- | --------------------------------- | ------------------------------------ | --- |
| 1986      | Family Ties                       | Sharon McElroy                       | Episodio: "Starting Over" |
| 1988      | Tales from the Darkside           | Sarah McBride                        | Episodio: "The Apprentice" |
| 1989      | Hombres                           | Patti                                | Episodio: "El problema con Harvey" |
| 1989-1990 | American Playhouse                | Dodie Griffin Amy-Joy Hermana de Cal | Episodio: "Amor y otros dolores" Episodio: "La vida bajo el agua" Episodio: "Madre de Andre"                                                                  |
| 1990      | Law & Order                       | Polly Norris                         | Episodio: "Kiss the Girls and Make Them Die" |
| 1994      | Diagnosis: Murder                 | Shanda                               | Episodio: "Canción de Shanda" |
| 1995      | New York News                     | Mae Martin                           | Episodio: "Usted pensaba que el Papa era algo" |
| 1996      | Dead Man's Walk                   | Lady Lucinda Carey                   | Miniserie de televisión Episodio N°3 |
| 1996      | Aliens in the Family              | Holly Turner Wattman                 | Episodio: "Disecado y descuidado" |
| 1998      | Cosby                             | Jeannie                              | Episodio: "Brasil" |
| 1998      | Law & Order                       | Molly Kilpatrick                     | Episodio: "El divorcio" |
| 1998      | Sex and the City                  | Brooke                               | Episodio: "La tortuga y la liebre" |
| 1999      | Homicide: Life on the Street      | Elanor Burke                         | Episodio: "Defensa personal" |
| 2000      | Madigan Men                       | María McManus                        | Episodio: "De tal padre, tal hijo" |
| 2001      | Law & Order: Criminal Intent      | Karen Cove                           | Episodio: "The Extra Man" |
| 2001-2003 | One Life to Live                  | Claire Baxter                        | 75 episodios |
| 2002-2003 | Third Watch                       | Barbara Kenney Sra Kenny             | Episodio: "El bien mayor" Episodio: "Furia" |
| 2003      | Law & Order: Special Victims Unit | Dawn Trent                           | Episodio: "Desesperado" |
| 2008      | Canterbury's Law                  | Anne Matthews                        | Episodio: "Sweet Sixteen" |
| 2008      | One Tree Hill                     | Olivia                               | Episodio: "Echoes, Silence, Patience, y Grace" Episodio: "Bridge Over Troubled Water" Episodio: "Usted ha cavado su propia tumba, ahora puede dormir en ella" |
| 2009      | Law & Order: Criminal Intent      | Sra. Wellsley                        | Episodio: "Salomé en Manhattan" |
| 2009      | Army Wives                        | Dr. Melinda Jernigan                 | Episodio: "First Response" |
| 2010      | As the World Turns                | Bridget Lawson                       | 3 episodios |
| 2012      | The Good Wife                     | Jody Vaughn                          | Episodio: "Aquí viene el juez" |
| 2014      | Blue Bloods                       | Linda Tomlin                         | Episodio: "Por encima y más allá" |

### Otros trabajos
| Otros trabajos | Otros trabajos | Otros trabajos | Otros trabajos |
| Año            | Título         | Rol            | Notas          |
| -------------- | -------------- | -------------- | -------------- |
| 2001           | Max Payne      | Michelle Payne | Voz Videojuego |